# 上田祖峯
上田 祖峯（うえだ そほう、1920年（大正9年）6月27日 - 1996年（平成8年）8月18日）は、日本の仏教学者。第2代駒沢女子短期大学学長。駒澤学園理事長・学園長。

## 来歴
熊本県生まれ。1944年、駒澤大学仏教学部仏教学科卒業。1971年、駒沢女子短期大学教授。
1974年、駒沢女子短期大学学長に就任（小川弘貫の後任）。駒澤学園理事長・学園長を歴任。1996年8月18日、肺炎のため死去。
著書に『修証義入門: 道元禅師の教え』『新釈修証義:「正法眼蔵」の教え・仏たちの生きざま』『新釈典座教訓: 調理と禅の心』『禅と食事』『禅と心』など。

## 著書
- 「国立国会図書館サーチ」を参照

### 論文
- CiNii>上田祖峯